# 1995 في النرويج
فيما يلي قوائم الأحداث التي وقعت خلال عام 1995 في النرويج.

## سياسة

### انتهاء فترة المنصب
- 1 يناير – تروند-فيجو تورجيرسين Children's Ombudsperson of Norway  [لغات أخرى]‏.

## مواليد

### فبراير
- 18 فبراير – كارولين غراهام هانسن لاعبة كرة قدم.

### مارس
- 4 مارس – مالين أونه لاعبة كرة يد نرويجية.
- 30 مارس – أنديرس تروندسين لاعب كرة قدم نرويجي.

### مايو
- 21 مايو – كاثرينا أندريسن

### يوليو
- 10 يوليو – آدا هيغربرغ لاعبة كرة قدم.

### أغسطس
- 4 أغسطس – أندرياس فيندهايم لاعب كرة قدم نرويجي.
- 8 أغسطس – مالين رايتان موسيقية نرويجية.

### سبتمبر
- 12 سبتمبر – هنريك هولم ممثل نرويجي.
- 14 سبتمبر – ساندر ساجوسين لاعب كرة يد نرويجي.

### أبريل
- 29 أبريل – إنجر ماري أندرسن (مواليد 1930) ممثلة نرويجية.